# Škrajnek
Škrajnek este o localitate din comuna Ribnica, Slovenia, cu o populație de 8 locuitori.